# Hein Brand
Hein Brand (* 14. Jahrhundert; † nach 1440, auch Heine Brant oder Hinrik Brandes) war ein Hamburger Bürger, der 1410 wegen der Beschimpfung seines säumigen Schuldners, des Herzogs Johann von Sachsen-Lauenburg, zunächst verhaftet, aber wegen Verfahrensfehlern wieder auf freien Fuß gesetzt wurde. Die Umstände seiner Verhaftung waren einer der Auslöser zur Verabschiedung der ersten Verfassung der Stadt Hamburg.

## Leben
Seine genaueren Lebensdaten sind nicht überliefert, lediglich einige Begebenheiten seines Lebens sind aus Hamburger Akten überliefert. Sichere Erwähnungen finden sich in Dokumenten von 1412 bis 1439. Hein Brand war ein wohlhabender Hamburger Bürger, der mit zahlreichen Adligen geschäftliche Beziehungen unterhielt. Darunter waren der Herzog von Sachsen-Lauenburg, der Herzog von Schleswig, 1426 König Heinrich VI. von England sowie Herzog Adolf von Schleswig (möglicherweise Adolf VIII. (Holstein)), dem er 1439 einen Teil seiner Schulden erließ. 1429 ist er als Sechzigerratsmitglied für das Kirchspiel St. Nikolai nachgewiesen, wo er in mehreren Fällen zwischen Bürgern und dem Stadtrat vermittelte. 1437 begleitete Brand Herzog Wilhelm von Braunschweig zum Hansetag nach Nyköbing. Bei einem am 24. Juni 1440 verfassten Testament eines Hinrik Brandes handelt es sich nach Tratziger wahrscheinlich um eben diesen Hein Brand. Darin stiftet er 20 Mark Rente dem Hause seines Sohnes Kersten zu milden Zwecken.

### Prozess von 1410
Bekannt wurde Hein Brand vor allem durch eine Konfrontation mit Herzog Johann von Sachsen-Lauenburg, dem er eine größere Geldsumme geliehen hatte, die der Herzog trotz mehrerer Mahnungen nicht zurückzahlte. Bereits Herzog Johanns Vater Erich I. stand bei einem anderen Hamburger Kaufmann in der Schuld, dem Erich I. den Goldschmuck seiner Frau verpfändet hatte. Brand nutzte einen Aufenthalt Herzog Johanns in Hamburg, um ihn öffentlich zur Rede zu stellen und die Rückzahlung der Schulden einzufordern. Herzog Johann wies die Forderung mit Hinweis auf das ihm vom Rat der Stadt gewährte Freie Geleit zurück, worauf Brand den Herzog beschimpfte und beleidigte. Zurück in seiner Residenz sandte Herzog Johann ein Beschwerdeschreiben an den Hamburger Stadtrat, der Brand daraufhin am 30. Mai 1410 verhaften ließ. Brand wurde von acht Ratsmitgliedern zum Winserturm geführt und dort eingesperrt. Die Verhaftung brachte bei den ohnehin bereits gereizten Bürgern Hamburgs das Fass zum Überlaufen, die sich in vielen Belangen vom Stadtrat gegängelt fühlten, da der Stadtrat mit der Festsetzung Brands gegen ein seit 1404 gewährtes Recht verstieß, wonach kein Hamburger Bürger ohne ordentliche Anhörung inhaftiert werde durfte. Die Bürger forderten nachdrücklich die Freilassung Brands. Bürgermeister Kersten Miles befürchtete einen Bürgerkrieg, wie er sich nur kurz zuvor bereits in Lübeck, Rostock oder Wismar zugetragen hatte. Er sah den Fall außerhalb seiner Entscheidungshoheit, weswegen er den Stadtrat zusammen rief, um hierüber zu entscheiden. Die empörten Bürger verwiesen auf das geltende Recht, wonach Brand bis zum Abschluss eines ordentlichen Gerichtsverfahrens wieder auf freien Fuß gesetzt werden müsse. Sie erreichten, dass die acht Stadträte, die Brand in den Kerker geführt hatten, diesen wieder persönlich vor die Bürgerversammlung bringen mussten. Am Folgetag, dem 31. Mai, versammelten sich die Bürger im Refektorium des Maria-Magdalenen-Klosters und wählten einen Rat von 60 Männern, je 15 aus den vier Hamburger Kirchspielen St. Petri, St. Nikolai, St. Jacobi und St. Katharinen, um über die Inhaftierung Brands und die Beschwerde Herzog Johanns zu richten. Vor dem Sechzigerrat wurde das Beschwerdeschreiben Herzog Johans verlesen und der Fall unter Hinzuziehung von Zeugen neu verhandelt. Der Rat bestätigte die Unrechtmäßigkeit der Verhaftung und verfügte, dass die Beschwerde des Herzog Johanns „zur Ruhe gestellt“ (also eingestellt) werden solle. Der Stadtrat behielt sich vor, erneut über den Fall Brand zu richten, was jedoch von dem Sechzigerrat abschließend abgelehnt wurde. In dieser Zeit stand der Hamburger Stadtrat auch in direkten Verhandlungen mit Herzog Johan, da im gleichen Jahr die Bürgermeister Marquard Schreye, Hilmar Lopow und der Ratsherr Hermann Langhe 18 Schilling für eine Reise an den Hof des Herzogs mit dem Stadtkämmerer abrechneten.

### Beteiligte Personen
Namensverzeichnisse in den Akten der Stadt sowie Journale und Juratenlisten der Kirchen und Kirchspiele führen die an dem Prozess beteiligten Personen auf. (Die Schreibweisen der Namen folgen den Angaben Tratzingers)
Sechzigerrat der Hamburger Bürger:
- Kirchspiel St. Petri:

Titke Lunneborch, Hilmer Woledehorn, Heinrich Buxtehude, Albert Boerstede, Kersten Barskamp, Siuert Goltbecke, Marquardt Hoierstorp, Bernt Knubben, Ludeke von Eißen, Werner Ronnehagen, Erik von Zeuen, Otto Bremer, Peter Scharpenberch, Peter Midehouet, Bernt Vermerschen
- Kirchspiel St. Nikolai:

Eylert Stapelvelt, Otto Bruchberch, Johan Beckerholt, Johan Rigerkerke, Heine Backwinghagen, Heine Stenbeke, Curt Lamsprink, Hinrick Bishorst, Simen Alverslo, Johan Krume, Helmich Simensen, Johan Rentzel, Lideke Kleisse, Eberhart Beckerholt, Hinrik Wulhase
- Kirchspiel St. Jacobi:

Albrecht Geuink, Kersten van der Heide, Clawes Koting, Heine Kleißen, Johan Gulzow, Hans Cleitzen, Henning Barskamp, Johan Wicharde, Johan Midemule, Enno Ordeland, Johan Grant, Luder Altervoget, Hennicke Eltorp, Johan van Aluerding, Kersten Lachendorp
- Kirchspiel St. Katharinen:

Hilmer Blomenbergk, Johan Wulf, Heinrich Zegelke, Johan Hitfelt, Bernt Hune, Titke Munster, Sander van der Fechte, Johan Berchstede, Johan van Minden, Bicke vam Houe, Johan Tostade, Johan Stroete, Godeke van der Elver, Johan Honstede, Gert Hals
Hamburger Stadtrat:
- Bürgermeister:

Kersten Miles, Marquart Schreye, Meinhart Buxtehude, Hilmer Lopow
- Ratsherren:

Albert Brietling, Albert Schreie, Johan Nanne, Hermann Lange, Claws Schocke (Nikolaus Schocke), Heinrich von Hachede, Clawes Bisping, Hinrich Bekendorp, Hinrich Inevelt, Hinrich von dem Berge, Marquart Henniges, Dirk vom Hagen, Johan Wige, Johan Hameken, Ludeke Lutow, Bernt Borstel

## Nachwirkung

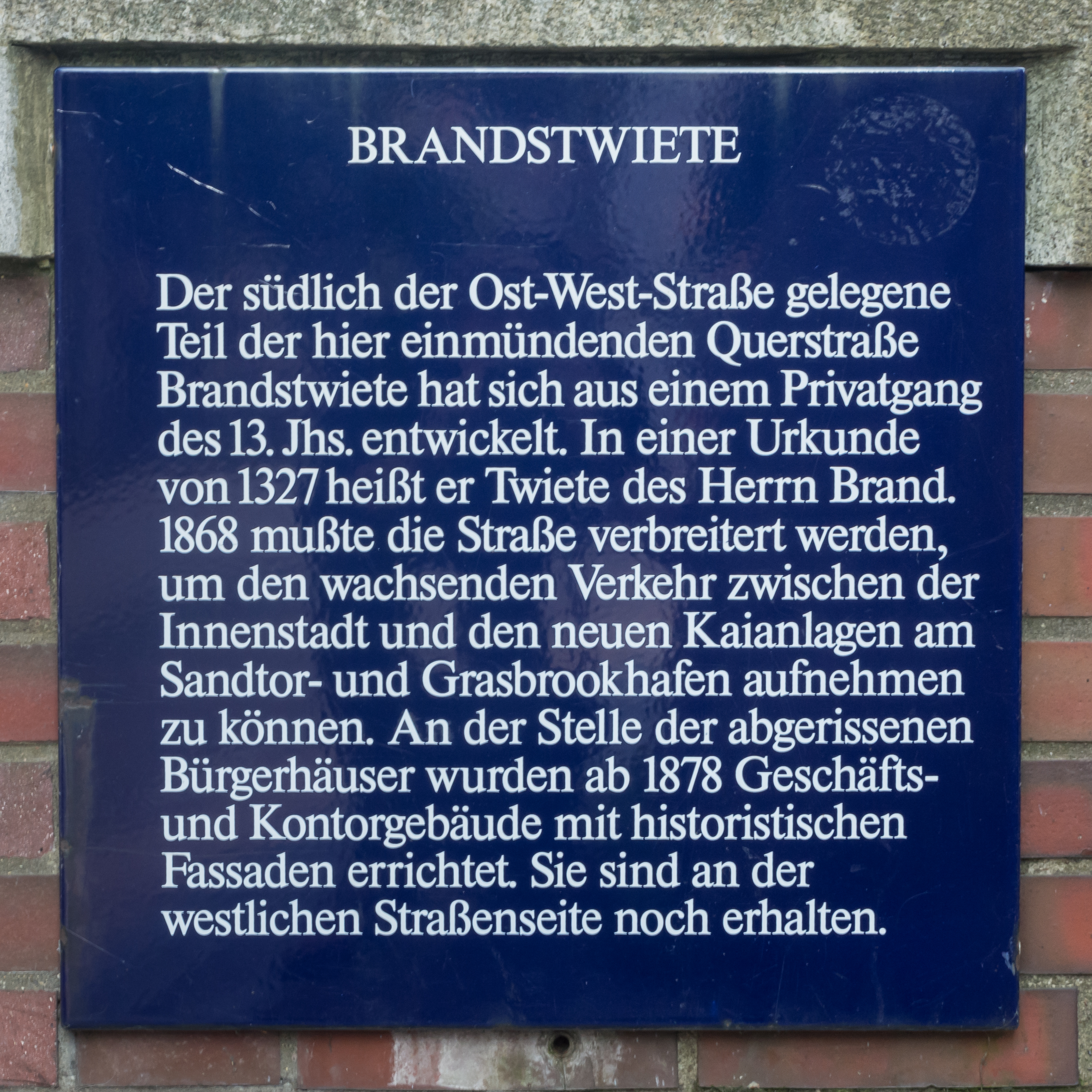
Hinweistafel zur Brandstwiete

Im Zuge des Prozesses über Brand nutzte der Sechzigerrat die Gelegenheit, weitere Forderungen der aufgebrachten Bürgerschaft gegenüber dem Stadtrat zu beraten. Nach viertägigen Verhandlungen wurde der Rezeß von 1410 zwischen dem Sechzigerrat und dem Stadtrat vereinbart, der als die erste Hamburger Verfassung gilt.
Die Gasse (niederdeutsch: Twete), an der das Haus der Familie Brand stand, ist seit 1327 als Twiete des Herrn Brand nachgewiesen. Zur Erinnerung wurde sie in Brandstwiete umbenannt.